# Ostryopsis
Ostryopsis es un pequeño género de dos especies de arbustos caducifolios pertenecientes a la familia de abedul Betulaceae.  El género es nativo en el oeste de China y Mongolia.

## Descripción
Son arbustos que alcanzan los  3–5 m de altura, con hojas doble dentadas al igual que el avellano que tienen  2–7 cm de largo. Las flores se producen en primavera, con una separación de masculinas y femeninas. El fruto se forma en racimos de 3–5 cm de largo con 6-10 semillas; cada semilla es una pequeña pieza de 4–6 mm de largo, completamente cerrada y en una vaina como involucro. 

## Taxonomía
El género fue descrito por Joseph Decaisne  y publicado en Bulletin de la Société Botanique de France 20: 155. 1873. La especie tipo es: Ostryopsis davidiana